# Sección alpina

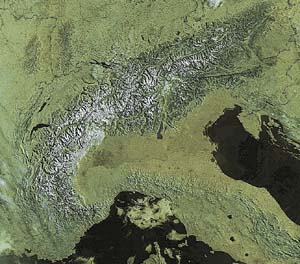
Los Alpes vistos desde el espacio.

Con el término Sección alpina se entiende la subdivisión más típica de la cordillera de los Alpes.
Especialmente la Partición de los Alpes y la SOIUSA utilizan el concepto de sección alpina en sus clasificaciones aunque con diversas variantes. Otras clasificaciones, como por ejemplo AVE, utilizan el concepto de grupo montañoso con límites geográficos más restringidos.

## Partición de los Alpes

Las 26 secciones de la Partición de los Alpes.

La Partición de los Alpes del año 1926, además de la división en Alpes occidentales, Alpes centrales y Alpes orientales, diferencia 26 secciones alpinas:
1. Alpes Marítimos
2. Alpes Cocios
3. Alpes Grayos
4. Alpes de Provenza
5. Alpes del Delfinado
6. Prealpes de Provenza
7. Prealpes del Delfinado
8. Prealpes de Saboya
9. Alpes Peninos
10. Alpes Lepontinos
11. Alpes Réticos
12. Alpes Berneses
13. Alpes Glaroneses
14. Prealpes Suizos
15. Alpes Bávaros
16. Prealpes lombardos
17. Alpes Nóricos
18. Dolomitas
19. Alpes Cárnicos
20. Alpes Julianos
21. Karavanke
22. Alpes Salzburgueses
23. Alpes austríacos
24. Prealpes de Estiria
25. Prealpes Trivenete
26. Carso

## La SOIUSA

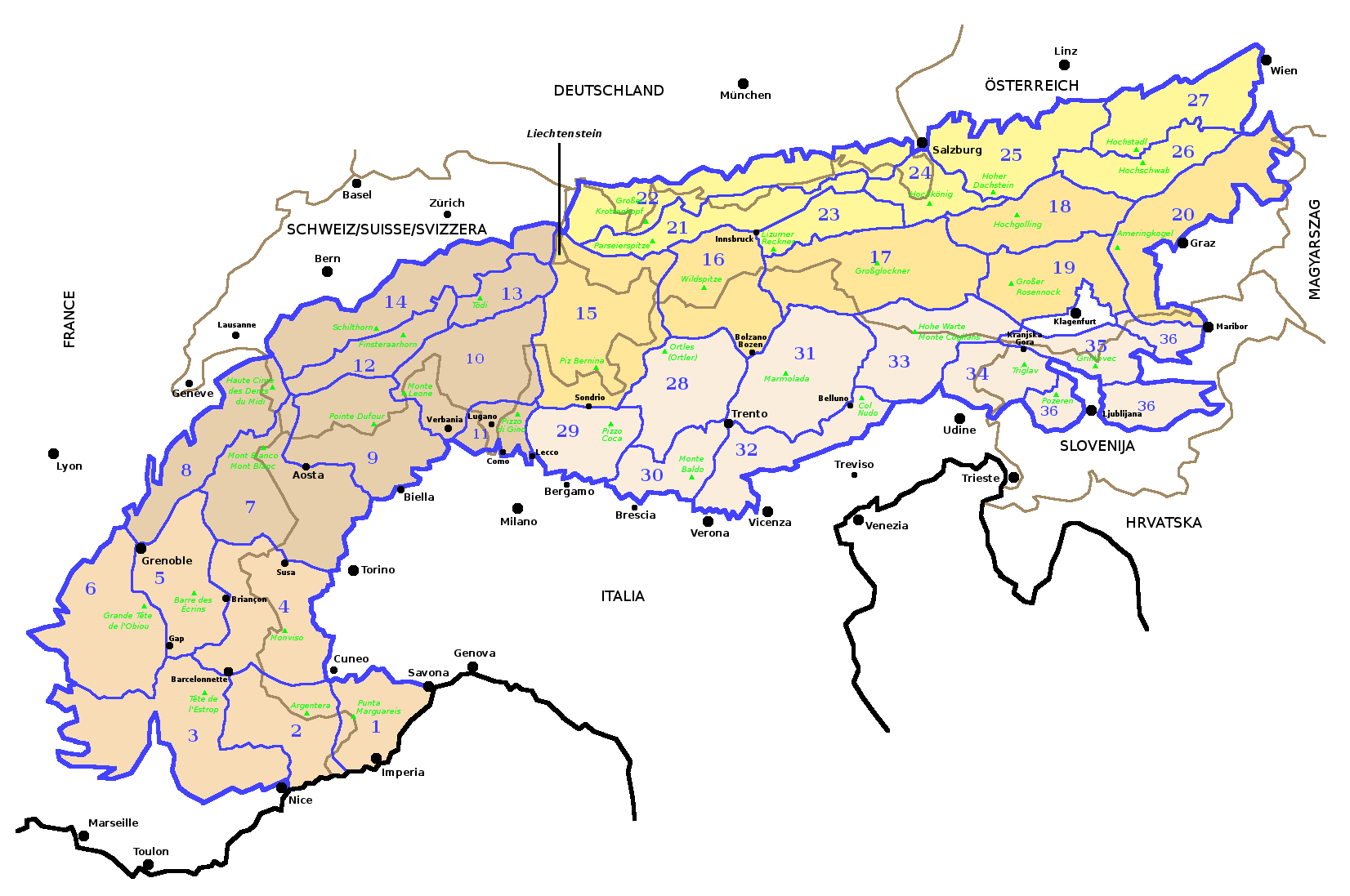
Las secciones de la SOIUSA y su correspondiente numeración.

La SOIUSA introducida en el año 2005 individualiza 36 secciones alpinas:
- 1. Alpes Ligures
- 2. Alpes Marítimos y prealpes de Niza
- 3. Alpes y Prealpes de Provenza
- 4. Alpes Cocios
- 5. Alpes del Delfinado
- 6. Prealpes del Delfinado
- 7. Alpes Grayos
- 8. Prealpes de Saboya
- 9. Alpes Peninos
- 10. Alpes Lepontinos
- 11. Prealpes de Lugano
- 12. Alpes Berneses
- 13. Alpes Glaroneses
- 14. Prealpes Suizos
- 15. Alpes Réticos occidentales
- 16. Alpes Réticos orientales
- 17. Alpes del Tauern occidentales
- 18. Alpes del Tauern orientales
- 19. Alpes de Estiria y Carintia
- 20. Prealpes de Estiria
- 21. Alpes calcáreos del Tirol septentrional
- 22. Alpes Bávaros
- 23. Alpes esquistosos tiroleses
- 24. Alpes septentrionales salzburgueses
- 25. Alpes del Salzkammergut y de Alta Austria
- 26. Alpes septentrionales de Estiria
- 27. Alpes de la Baja Austria
- 28. Alpes Réticos meridionales
- 29. Alpes y Prealpes Bergamascos
- 30. Prealpes de Brescia y Garda
- 31. Dolomitas
- 32. Prealpes vénetos
- 33. Alpes Cárnicos y del Gail
- 34. Alpes y Prealpes Julianos
- 35. Alpes de Carintia y de Eslovenia
- 36. Prealpes Eslovenos.